# Burg Scharzfels
Burg Scharzfels är ruinen av en medeltida befästning i Harz nära Barbis och Scharzfels i Niedersachsen Göttingen.
Sedan borgen byggdes på 900-talet har den ansetts vara en ointaglig fästning. Men borgen intogs och sprängdes efter en belägring under sjuårskriget 1761.

## Geografiskt läge

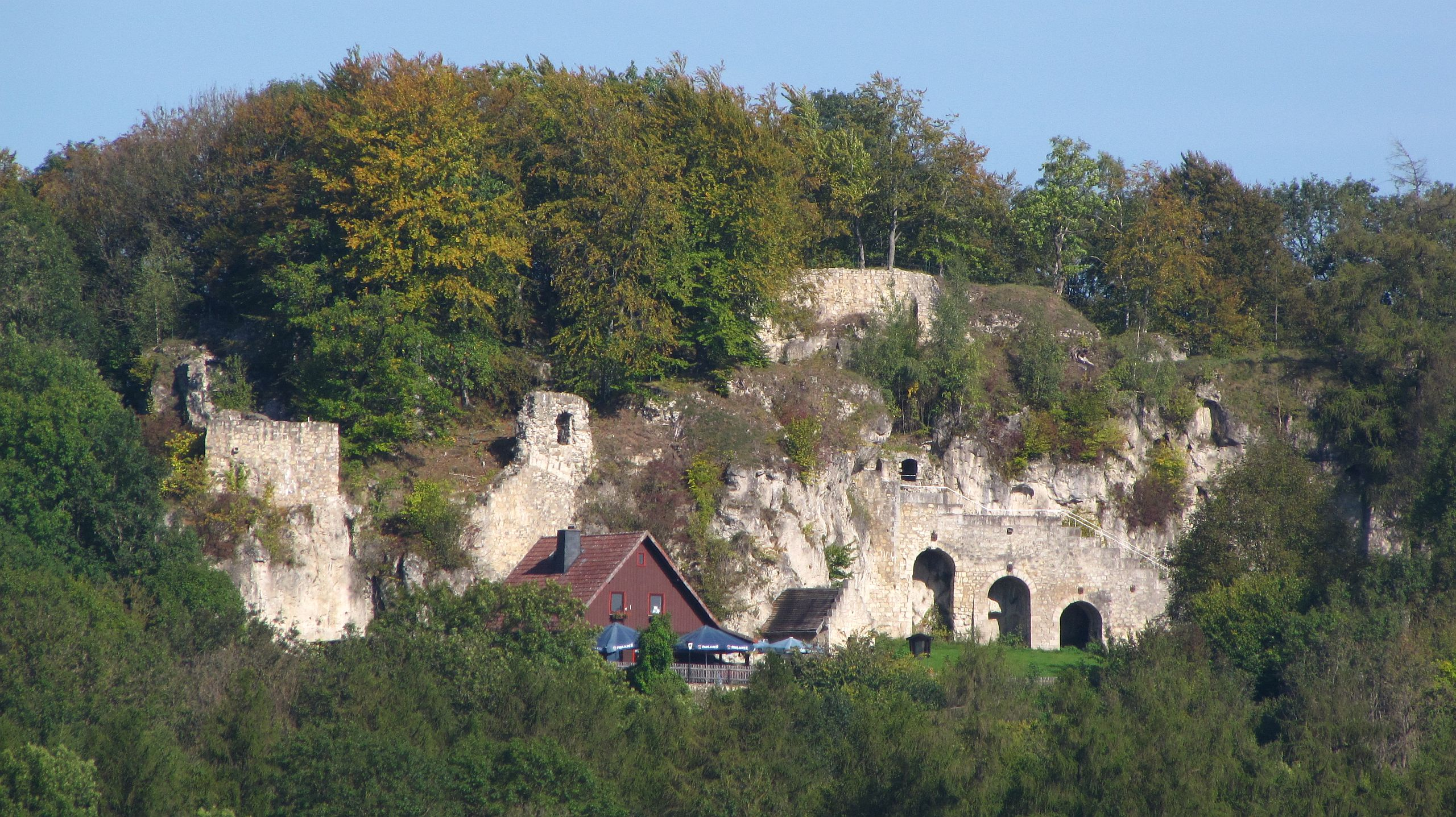
Utsikt från Bühberg bei Barbis mot borgen

Scharzfels borgruin ligger öster om stadsdelen Scharzfels i staden Herzberg am Harz. Det ligger i ett skogsområde på en bergsrygg med höjden 376 mö.h. och cirka 150 meter över dalen nedanför borgen. Borgens kärna är uppförd på en 20 meter hög dolomitklippa.
Schandenburg, som nämns första gången 1596, ligger söder om slottet. Det är en skans med en fyrkantig platå med 20  meters kantlängd, som säkras med en vall och en vallgrav. Det antas att det är den tidigare platsen för en blida.

## Byggbeskrivning
Förutom ett brunnshus har inga synliga delar av befästningarna i den tidigare nedre eller yttre borgen blivit kvar. På medeltiden fanns det ett tornhus. Området med den yttre borgen var tidigare omgivet av trädgårdar och en begravningsplats. Det område där den nedre borgen ligger finns en terrass på dagens nivå, där det finns en utflyktsrestaurang. Från den nedre borgen leder en ingångstrappa, byggd på 1800-talet, upp till huvudborgen på den cirka 20  meter höga dolomitklippan. Slottet hade ingen port, men ingången till slottets inre ledde från ingångstrappan över en brygga in i en tunnel som sprängdes in i berget. Denna plats med de vertikalt stupande klippväggarna gjorde slottet ointagligt. Enligt samtida representationer var det åtminstone ett Palas och Bergfried. Andra byggnader och anläggningar runt slottsgården var kommendantens hus, kapellet, Landdrostenhaus, sidohuset, kasernerna och sydvästra bastionen. Av byggnaderna och försvarsmuren  finns bara fragment kvar. Däremot finns fortfarande korridorer och rum som är inhuggna i berget, till exempel den cirka 15 meter långa korridoren som ansluter till slottets ingång.

## Historia
| Delvy med borgingången; vykort Nr. 1B av Karl F. Wunder, cirka 1900 |  | Borgingång vid slutet av trappan |
| Delvy med borgingången; vykort Nr. 1B av Karl F. Wunder, cirka 1900 |  | Borgingång vid slutet av trappan |

Scharzfels slott byggdes troligen på 900- eller 1000-talet och tillhörde ärkestiftet Magdeburg. Det nämns först i ett brev från kejsar Otto I. År 952 donerade han Burg Scharzfels till klostret Pöhlde, tillsammans med andra gods. Borgen var dock inte länge kvar i klostrets ägo, eftersom det var i grevarnas von Lauterberg händer 969. Efter Werner von Lauterbergs död gick det över till sonen Bodo. Hur länge borgen sedan ägdes av von Lauterbergs är oklart, men dokument visar att den redan på 1000-talet var en kejserlig förläning och därmed ägd av  Henrik IV. Borgen överlämnades till Wittekind von Wolfenbüttel. Efter Wittekinds död 1118 gick borgen tillbaka till kejsaren som en kejserlig förläning. Borgen blev bara historiskt betydelsefull genom den senare kejsaren Lothar III, som förvärvade den 1131 och gjorde den till en kejserlig fästning. Dokumentet, i vilket borgen skriftligen nämns som castrum quoddam Scartuelt, är bevis på detta köp, samt att grevarna av Scharzfels var uppkallade efter borgen. När ätten var utdöd kom borgen att ägas av greven av Hohnstein omkring 1300 som en förläning från Furstendömet Grubenhagen. Efter att släkten von Hohnstein i Harzregionen utslocknade 1593 gick slottet tillbaka till familjen Grubenhagen. År 1596 ärvde Henrik Julius av Braunschweig-Wolfenbüttel borgen. Senare blev Huset Welf (av linjen Hannover) ägare till Burg Scharzfels.

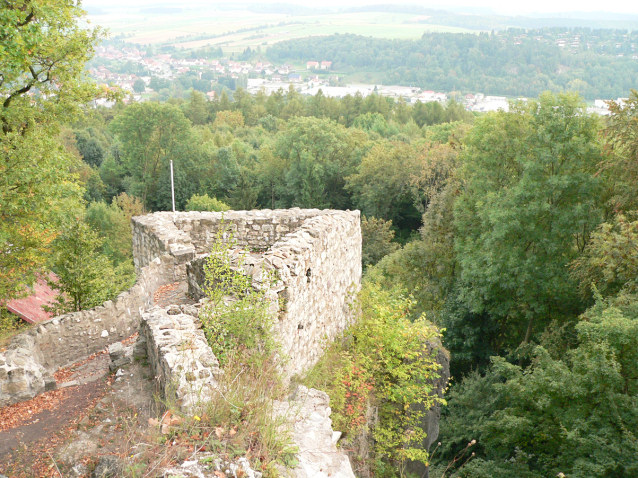
utsikt över Ringmuren från Barbis

## Fästning och fängelse
1627 byggdes borgen ut och försågs med en garnison. Borgen var nu starkt befäst. Under århundradena efter att borgen hade byggts, under krigstider som tyska bondekriget och trettioåriga kriget, lyckades ingen främmande makt ta det. På 1600-talet blev Scharzfels statsfängelse. Från 1695 satt Eleanor von dem Knesebeck (född 1655) inspärrad här. Hon kom från en respekterad Lüneburgadel, fast det var en lägre lantadel. Från sitt äktenskap 1682 var hon piga till prinsessan Sofia Dorotea av Celle. Mellan den sextonåriga Sophie Dorothea och Eleonore, som var gift med Hannover, utvecklades ett vänskapligt förhållande, ett slags mor-dotter-förhållande, och hon var invigd i ett utomäktenskapligt kärleksförhållande mellan sin matmor och den våghalsige Philip Christoph Königsmarck, där hon fungerade som överlämnare av brev. Eleonore von dem Knesebecks familj försökte gång på gång inleda rättsliga förfaranden och erbjöd också en deposition på 100 000 thaler förgäves. Fången förblev inlåst i en liten kammare och såg en gammal vakt bara en gång om dagen. Hennes familj mutade till slut takläggaren Veit Rentsch. Eleanor befriades 1697 från den höga borgklippan med hjälp av en äventyrlig nedfirning på över 20 meter från klippan, tätt tryckt mot sin räddare, som firade ner sig tillsammans med henne. Han hade tidigare gjort en öppning i fångarnas tak och fört dem upp på trappan med ett rep. Eleonores svåger väntade nedanför med en handfull beridna män och förde dem i säkerhet. Hon reste sedan till Wien, där hon lyckades få ett kejserligt skyddsbrev och for därefter till Braunschweig. År 1717 sägs hon ha dött i en by nära denna stad. Hon fick cirka 2000 thaler från familjen till sin tidigare matmor.

## Vandring och klättring
Scharzfels borgruin ingår som nr 151 i systemet med stämpling av punkter på Harzer Wanderadel. Det är på Karst vandringsled. Den norra sidan av dolomitberget används för klättring.

## Digital rekonstruktion
På initiativ av Arbeitsgemeinschaft Burgruine Scharzfels skapades år 2018 en digital rekonstruktion av borgen som den var omkring år 1700. Rekonstruktionen är tillgänglig på Internet. Den resulterande 3D-modellen kan ses som en 10-minuters videofilm som en drönarflygning över slottet eller med Virtuell verklighet-glasögon. Den fotorealistiska modellen av slottskomplexet skapades på grundval av  högupplöst laserskanningsdata från slottsbacken, varifrån en tredimensionell digital terrängmodell gjordes. Slottets representation baseras bland annat på historiska byggnadsplaner från Niedersachsens i Hannover samt gamla illustrationer och gravyrer av slottet. Gamla byggritningar som dokumenterade renoveringen användes också för rekonstruktionen av borgen.

## Skönlitteratur om Burg Scharzfels
- Wilhelm Raible (*1833) skrev  1870 Historie des Ritters Wilhelm von der Helden auf Burg Scharzfels, en berättelse om en riddare och en kunglig gruvarbetare som sägs ha varit ägare till borgen 1118. Efter hans äktenskap med Emma von Eichenstein var han på väg tillbaka till borgen med sin fru och sitt följe när de hamnade i ett bakhåll där den unga kvinnan skulle kidnappas. Berättelsen förtäljer också om borgens spöke.[21]
- Friedrich Gottschalck: Der Burggeist auf Scharzfels. In: Die Sagen und Volksmährchen der Deutschen. Hemmerde und Schwetschke, Halle 1814, S. 220–224 (volltext [Wikisource]).

## Webblänkar
- Wikimedia Commons har media som rör Burg Scharzfels.
- Rekonstruktionsversuch som en illustration av borgens medeltida utseende utförd av Wolfgang Braun
- Scharzfels (beskrivning), på burgen.deb
- ”Die Burgruine Scharzfels”. Die Burgruine Scharzfels. http://www.badlauterberg.de/verein/archiv/ruine/ruine.htm. (Borgbeschrivning och foton 19. Jahrhundert), på badlauterberg.de
- Der Geist auf Scharzfels, på sagen.de
- Ruine Scharzfels (beskrivning och skiss), på karstwanderweg.de
- Tollkühne Flucht aus dem Staatsgefängnis (1697), på karstwanderweg.de
- Historische Ansichten der Burg Scharzfels i bildarkivet Foto Marburg
- Digital 3D-rekonstruktion av borgen